# Re dei re (romanzo)
Re dei re (King of Kings) è un romanzo avventuroso di Wilbur Smith, scritto in collaborazione con Imogen Robertson, pubblicato nel 2019.

## Trama
Nel 1887 a Il Cairo,  le gemelle Saffron e Amber Benbrook sono state salvate dal commerciante Ryder Courtney e dal cinico maggiore Penrod Ballantyne. Saffron è diventata moglie di Ryder, ma l'imminente matrimonio fra Penrod e Amber viene rovinato da Lady Agatha, figlia del duca di Kendal, e amante di Penrod. 
Amber, sconvolta e amareggiata, decide di seguire la gemella e il cognato fra le montagne etiopi per sfruttare una miniera d'argento, come autorizzato dall'imperatore Giovanni IV d'Etiopia. Nel frattempo Penrod e Agatha diventano oppiomani: mentre Penrod riesce a salvarsi, Agatha muore a causa del poche cure fornite dal padre. Penrod, cambiato profondamente nel carattere, si vendica del duca e ritorna nell'esercito inglese, con l'incarico di seguire e fornire assistenza all'esercito italiano, che si appresta alla guerra contro il successore di Giovanni, Menelik II, il Re dei re.
Una serie di incidenti funesta l'attività della miniera, e mette a rischio la concessione mineraria e il rapporto fra i Courtney e l'imperatore Menelik. Si scoprirà che dietro a questi incidenti c'è sempre la mano vendicativa del duca, che arriverà fino al rapimento di Amber. Penrod, sempre innamorato di Amber, e Ryder riusciranno a salvarla e a rendere definitivamente fruttuosa la miniera.
Penrod e Amber si sposeranno e, insieme a Ryder e Saffron (divenuti genitori di Leon e Penelope), torneranno a Il Cairo. Penrod si unirà quindi all'esercito inglese nella riconquista del Sudan, arrivando a uccidere il rapitore delle sorelle Benbrok, Osman Atalan, e riportando alla famiglia i due figli (maschio e femmina) della sorella maggiore Rebecca.

## Edizioni
- Wilbur Smith, Imogen Robertson, Re dei re, traduzione di Sara Caraffini, HarperCollins, 2 settembre 2019,  p. 540, ISBN 9788869055256.

- Wilbur Smith, Imogen Robertson, Re dei re, traduzione di Sara Caraffini, HarperCollins, 16 marzo 2020,  p. 540, ISBN 978-8869058462.

- Wilbur Smith, Imogen Robertson, Re dei re, traduzione di Sara Caraffini, HarperCollins, 3 marzo 2022,  p. 544, ISBN 979-1259850645.